# Robert Hagmann

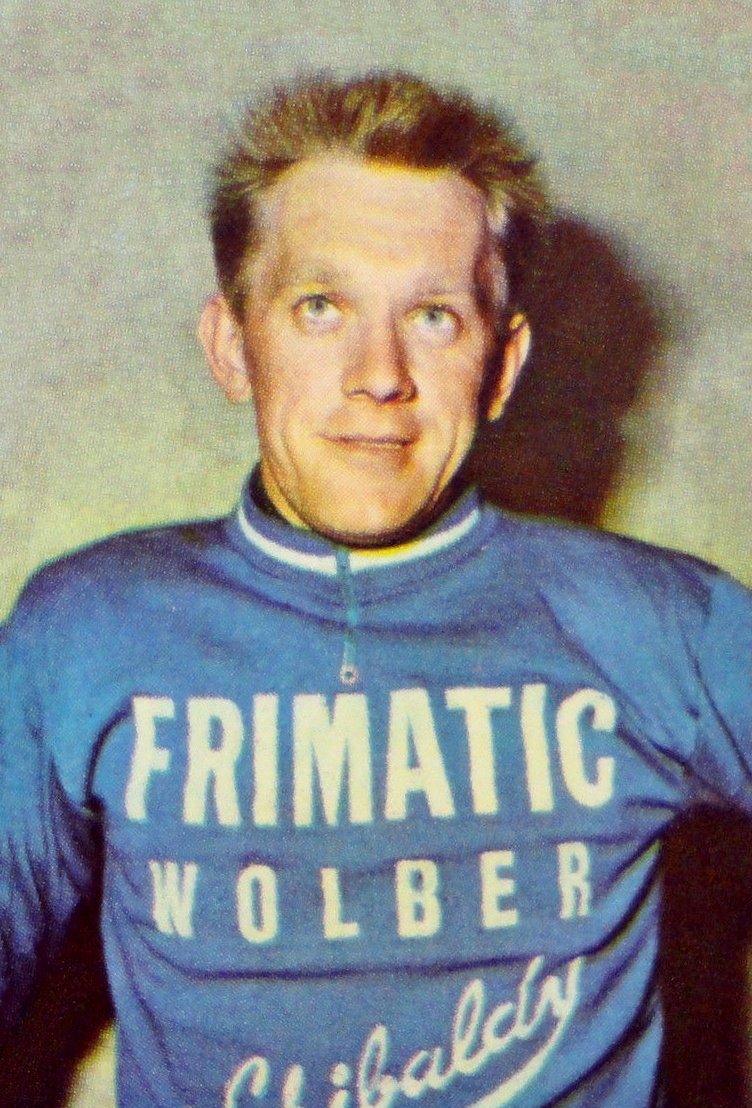
Robert Hagmann 1968

Robert Hagmann (* 2. April 1942 in Zuchwil) ist ein ehemaliger Schweizer Radrennfahrer und nationaler Meister im Radsport.

## Sportliche Laufbahn
Hagmann war im Strassenradsport aktiv. In der Saison 1962 startete Hagmann als Unabhängiger. 1963 wurde er Berufsfahrer im Radsportteam Tigra und blieb bis 1969 als Radprofi aktiv. 1964 gewann er eine Etappe der Tour de Suisse. 1965 gewann er das Einzelzeitfahren in diesem Etappenrennen. Insgesamt verbuchte er fünf Etappensiege bei sechs Starts.
Die nationale Meisterschaft im Strassenrennen gewann er 1965 vor Werner Weber. 1967 wurde er Sieger in der Meisterschaft von Zürich vor Paul Zollinger. Dazu kam der Sieg im Zeitfahren der Tour de Romandie, das er auch 1968 gewinnen konnte. In der Tour de Suisse stand er 1968 als Zweiter neben dem Sieger Louis Pfenninger auf dem Podium. In der Tour de Romandie wurde er 1965 und 1968 Dritter. Zweite Plätze holte er in den Rennen Paris–Camembert 1967 und in der Vier-Kantone-Rundfahrt 1967.
In der Tour de France 1968 schied er aus.